# Thor

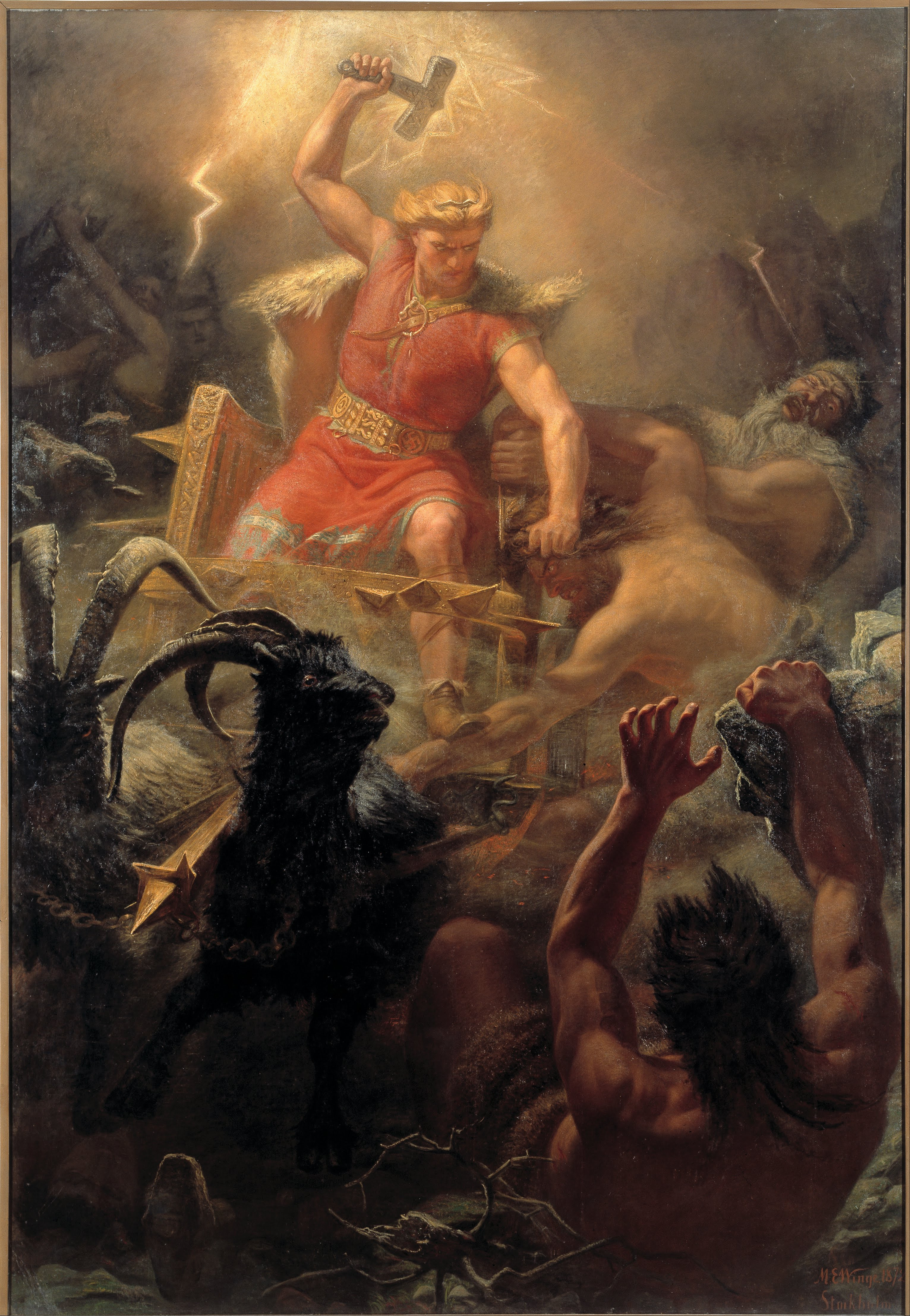
Thor raffigurato sul suo carro mentre brandisce il martello Mjöllnir (dipinto di Mårten Eskil Winge, 1872)

Thor (in norreno Þórr; lett. "Fulmine") è una delle principali divinità germaniche. È la personificazione del fulmine, della folgore e del tuono, e della tempesta. La mitologia norrena è ricca di racconti sulle sue gesta e sulla sua perenne lotta contro gli Jǫtnar. Thor rappresenta teologicamente il dio (e l'uomo) che possiede, oppure è totalmente identificato con, l'"arma" divina, la "virtù", ossia la "vista" del principio cosmico (il Mjöllnir, equivalente al Vajra vedico-tibetano). È inoltre indicato come il protettore dell'umanità.

## Etimologia
Il nome "Thor" (in norreno Þórr, latinizzata Thoro) è divenuto in islandese Þór, tedesco antico e olandese Donar, anglosassone Þūnor, faroese Tórur, svedese, norvegese e danese Tor, frisone Tonger; la lettera runica Þ si pronuncia th.
Il nome "Thor" e le sue varianti derivano tutte dal proto-germanico *Thunraz, cioè "fulmine", "tuono" (nelle lingue germaniche odierne è divenuto in inglese thunder, olandese donder, tedesco Donner).

## Origini mitologiche

### Le origini secondo il mito
Secondo la mitologia è figlio di Odino, padre degli dèi, e di Jǫrð; appartenendo alla stirpe divina degli Aesir, egli dimora ad Ásgarðr, nel regno di Þrúðvangar e più precisamente nella sala detta Bilskirnir: essa ha più di cinquecentoquaranta stanze ed è la dimora più grande tra quelle degli dèi. Peraltro egli vi dimora assieme alla sua famiglia: sua moglie, la dea delle messi, del grano, del raccolto e della terra, è chiamata Sif: poco si conosce di lei se non che abbia i capelli d'oro come il grano, fabbricati per lei dai nani dopo che Loki le aveva tagliato la chioma originaria. Thor ebbe comunque altre amanti: la gigantessa Járnsaxa partorì suo figlio Magni mentre con Sif ebbe Þrúðr e Móði; secondo la tradizione ha anche un figliastro, Ullr, che era in realtà figlio unicamente di Sif. Egli dispone inoltre di due servitori, Röskva e Þjálfi, donatigli forse da un gigante.
Il suo mezzo di trasporto era un carro trainato dalle due capre Tanngnjóstr e Tanngrisnir e anche questi animali vantavano proprietà portentose: per Thor, durante i suoi viaggi, era consuetudine cibarsene considerando che, conservando le pelli e le ossa intatte, il mattino seguente sarebbero rinate.

Nelle sue frequenti scorrerie era spesso accompagnato da Loki e nelle sue epiche gigantomachie traspare il senso di una mitica iniziazione che gli consentirà, dopo aver dimostrato tutto il suo valore, di ottenere i meritati "gradi". Caratterizzato da una corporatura nerboruta, capelli rossi e una fluente barba, Thor era forse più vicino al concetto di "dio degli uomini": era infatti molto amato dagli scandinàvi, probabilmente più di Odino stesso, tanto che i normanni insediatisi nel IX secolo a Dublino erano noti agli irlandesi come muintir Tomar, ossia "popolo di Thor".

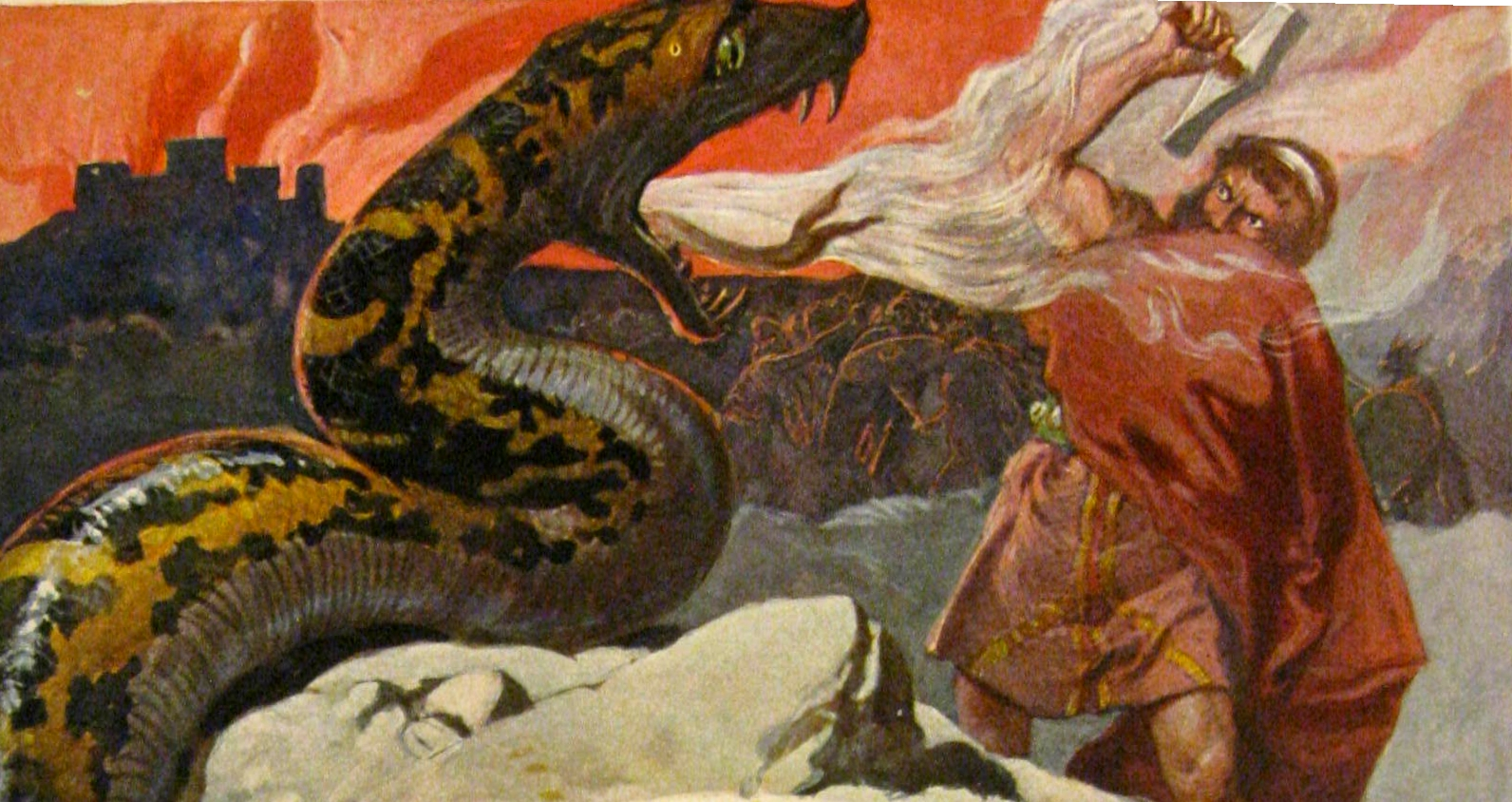
Thor raffigurato mentre affronta Miðgarðsormr, il serpente del mondo

La figura del dio è ancestrale e per questo associabile ad altre divinità, a loro volta altrettanto antiche, della tradizione indoeuropea: i parallelismi con Indra, Taranis e Zeus sono infatti innumerevoli. Analogamente alla scansione della settimana compiuta dai Romani, infatti, nella cui concezione del tempo il giovedì corrisponde al giorno di Giove, così nella tradizione nordica Thursday è il Thor's day, ovvero il giorno dedicato a Thor. Nella personalità del dio sono invece prominenti due tratti: quello del gigante accigliato e brutale, collerico e facilmente suscettibile, ma anche una raffigurazione più bonaria e talvolta dai contorni comici. Nel corso del Ragnarǫk Thor ucciderà e sarà ucciso da Miðgarðsormr, il serpente che avvolge Miðgarðr (la Terra): il dio ucciderà la bestia ma, ammorbato dal suo miasma, farà solo nove passi prima di cadere a sua volta a terra morto, quasi a voler simboleggiare l'eterna lotta fra il bene e il male.

### L'origine evemeristica
Già in alcune saghe piuttosto antiche si può riscontrare un tentativo di rendere leggendaria la figura del dio, benché anche Snorri Sturluson, nel prologo dell'Edda, ne faccia risalire l'origine evemeristica all'arcaica città di Troia. Snorri stesso sottolinea come il dio si chiamasse inizialmente «Trór» e fosse figlio dello stesso re, Priamo. Vengono anche elencati i figli del dio e i loro nomi, che in realtà costituiscono personificazioni delle virtù e qualità di Thor stesso: per esempio «Hlórridi» (o Hloriði), cioè «cavaliere fortemente risonante»,«Einridi» (oppure Einriði), vale a dire «[colui che] cavalca da solo»; o ancora «VingeÞór» che significa «Thor della battaglia» (oppure «Thor che lega», o «Thor che scuote [l'arma]») ed infine «Vingener», ossia «[colui che] scuote [l'arma]».

## Simbolismo e culto

### Il culto e la terminologia

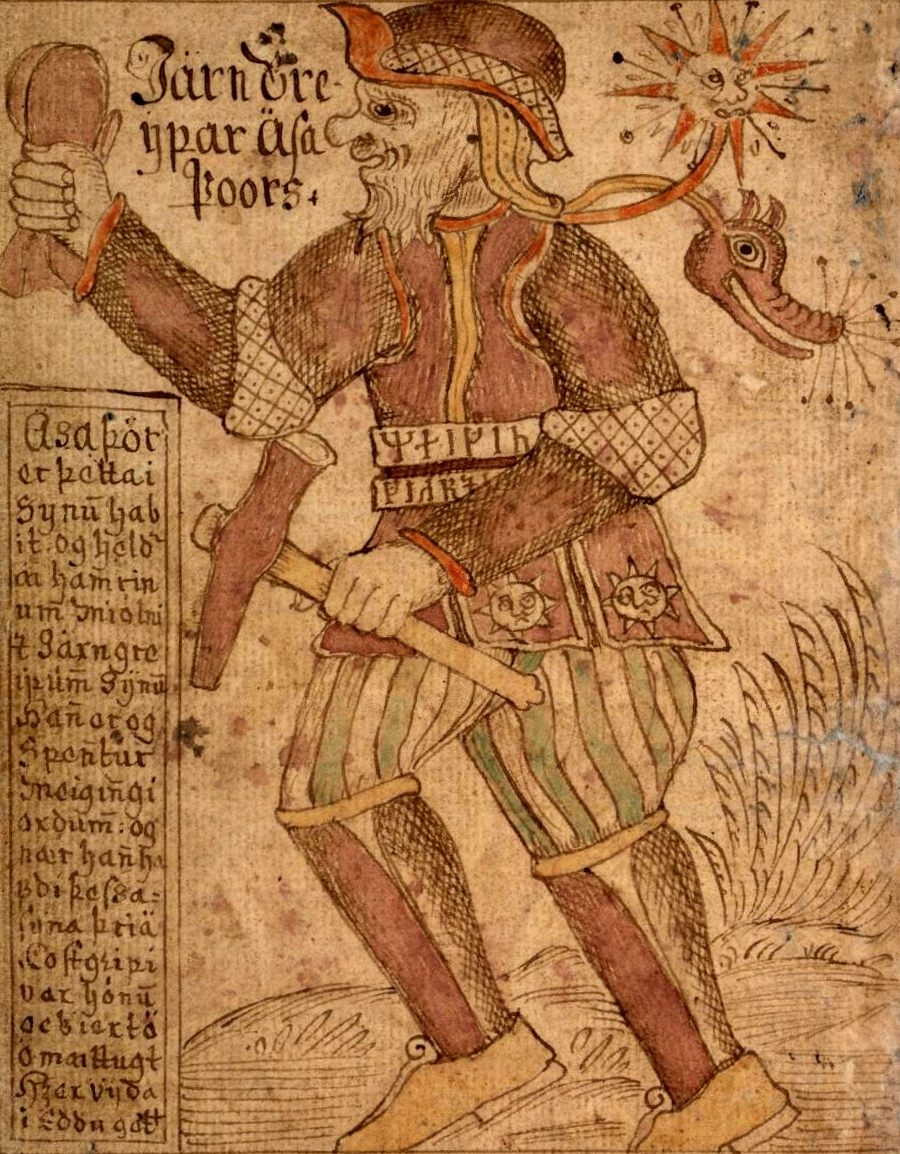
Thor raffigurato con il mitico martello Mjöllnir

Le fragorose e terribili tempeste che si mostrano nel cielo, accompagnate dal violento rombo di tuoni e fulmini, sono segno evidente del suo passaggio e della sua potenza divina. La stessa terminologia islandese manifesta l'influenza del dio e della sua figura nel lessico quotidiano, oltre che nell'immaginario collettivo scandinavo: infatti fino al XVII secolo, in Svezia, la parola corrispondente a «tuono» (oggi åska, di genere femminile) era åsekia, letteralmente «il procedere del dio (ase) su un veicolo».
Rimasugli del suo culto si trovano anche nel parlato delle terre orientali della Svezia, quando il termine «åsen kör» corrisponde a «il dio (ase) che guida il carro», che esprime propriamente l'azione del tuonare; oppure quando il termine neutro «åsaregn» esprime la «pioggia del dio (ase)», ossia il tipo di pioggia ritenuto più fertile per la coltivazione dei campi. Sempre nella lingua svedese è presente il termine Thoråk (oppure Toråk), che esprime l'essenza del tuono (significa dunque «tuono») e si compone del nome del dio e del termine åka, ossia «andare su un veicolo».
In norvegese antico si individuano inoltre i termini toredønn e toreslått, che esprimono egualmente il concetto di «colpo di tuono»; tuttavia, il primo si traduce più precisamente come «fracasso di Thor», il secondo invece «colpo di Thor».
In lingua islandese si ricordino i seguenti termini: «reiðarduna» (di genere femminile), «reiðarslag» (di genere neutro) e «reiðarÞruna» (di genere femminile), che simboleggiano ed esprimono lo «scoppio di tuono», oltre che «reiðartýr», ossia il «dio del carro».

### Simbologia
L'elemento naturale del lampo incarna la presenza fisica e ben visibile di Thor, mentre il tuono poderoso che ne accompagna la venuta, appunto, funge da prova udibile; allo stesso modo è il lampo a manifestare l'incredibile e dicotomica potenza del dio: ora può creare e generare fecondità, ora invece palesare tutta la sua furia distruttiva. Grazie al suo mitico martello Mjöllnir, per l'appunto, può convogliare questa forma d'energia a proprio piacimento. Tale oggetto magico, inoltre, ha la facoltà di trasmettere l'energia divina contro demoni e giganti, come testimoniato anche da diverse iscrizioni runiche che invocano il dio chiamandolo «wigiÞonar», cioè «Thor consacratore».
A riprova dell'enorme influenza rivestita dal dio, il suo culto è stato il più diffuso in Islanda al momento della colonizzazione dell'isola: questo perché, secondo l'immaginario collettivo dell'epoca, Thor figurava da protettore dell'ordine prestabilito delle cose ed anche da protettore della fertilità, come evidenziato anche dal cosiddetto "Libro dell'insediamento".

## Gli oggetti
La forza di Thor, già leggendaria, era potenziata ulteriormente da tre oggetti che portava sempre con sé e che lo rendevano virtualmente invincibile: una cintura che raddoppiava la forza di chi la indossava, chiamata Megingjörð, oltre che un paio di guanti di ferro detti Járngreipr, necessari a brandire il portentoso martello Mjöllnir: l'oggetto magico, una volta scagliato, sarebbe capace di tornare dal proprio proprietario indipendentemente dalla distanza e dagli ostacoli. I contadini erano soliti indossare catenine con appesi martelletti proprio per ingraziarsi la divinità.

## Epiteti
- Ásaþórr, che significa «Thor degli Æsir», ossia la fazione divina a cui il dio appartiene;
- Ǫkuþórr, letteralmente «Thor del carro», in riferimento al carro col quale viaggia per la terra e per il cielo;
- Rymr, appellativo che è traducibile in «rumore»[16].
- Hlórridi (o Hloriði), che significa «cavaliere fortemente risonante», in riferimento all'iconografia che lo vede impugnare e brandire minacciosamente il suo martello e che testimonia il rombo di tuono nei suoi spostamenti.[18]

## Influenza culturale

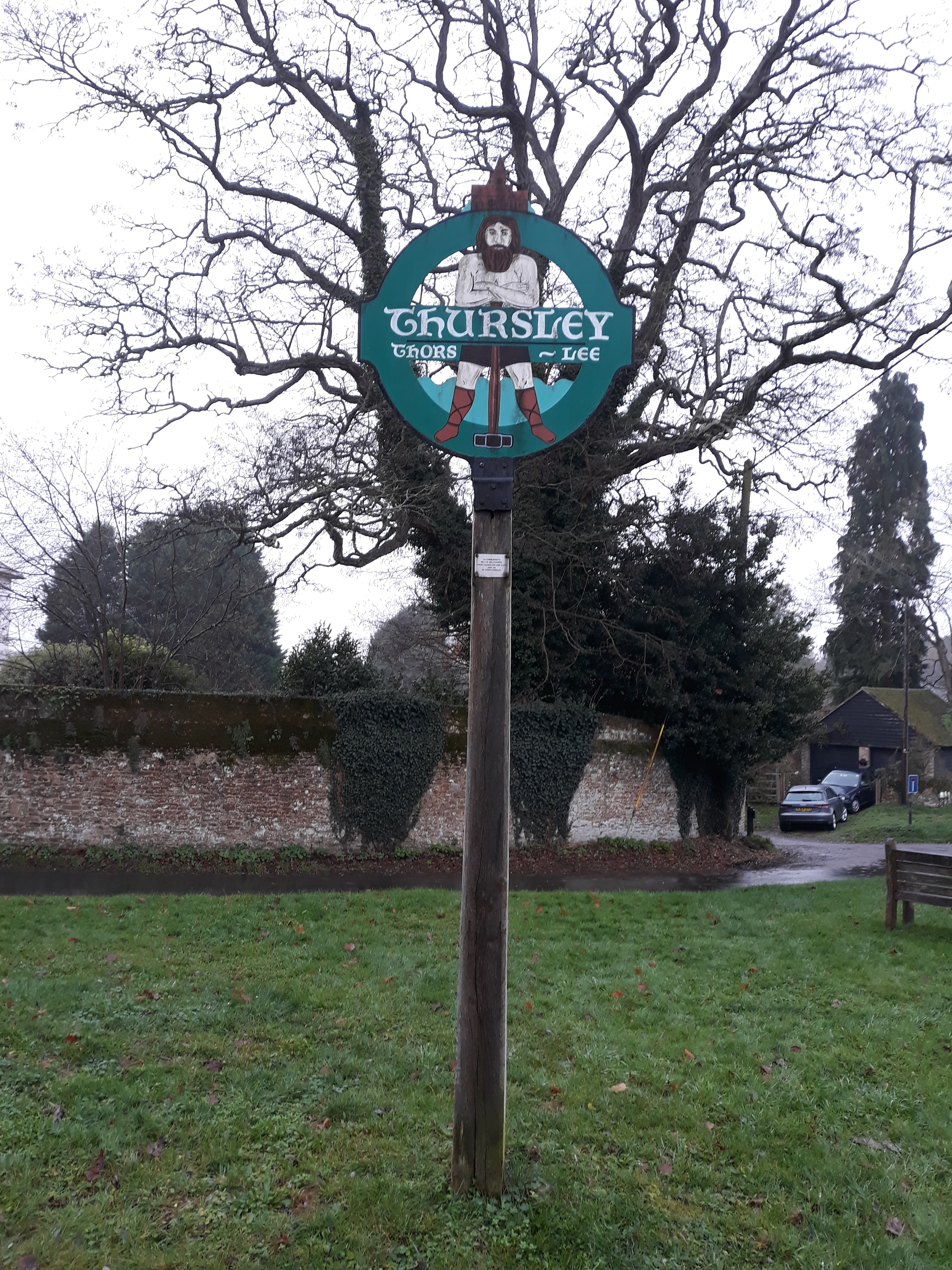
Cartello a Thursley

Del mito di Thor sono rimaste alcune testimonianze in alcuni nomi:
- In molte lingue germaniche il nome del dio costituisce la radice del nome del giorno di giovedì: Thursday in inglese, Donnerstag in tedesco, Donderdag in olandese e Torsdag nelle lingue scandinave. Anche in finlandese, che pure non è una lingua germanica, ritroviamo Torstai.
- Il nome Þór è tuttora usato come nome proprio in Islanda e nelle Fær Øer, mentre in altri paesi della Scandinavia viene utilizzato con le grafie Tor, Thor o Tord.
- Nelle Dolomiti orientali, al confine fra il Cadore e il Friuli, esiste un gruppo montuoso detto Spalti di Tóro che prende il nome dal culto dei popoli germanici adoratori di Thor che abitavano la zona[19].
- La parrocchia civile Thursley, nel Surrey, in Inghilterra prende il nome dal dio germanico[20].

### Nella cultura di massa
- La divinità ha ispirato l'omonimo personaggio dei fumetti Marvel Comics, divenuto poi uno dei protagonisti del Marvel Cinematic Universe nel quale è interpretato dall'attore australiano Chris Hemsworth.
- Nel mondo televisivo Thor è apparso in American Gods e il suo martello in un episodio di Supernatural; viene inoltre nominato più volte in Vikings e in Ragnarok il protagonista scopre di essere la sua reincarnazione.
- Nella letteratura moderna Thor appare nei romanzi American Gods e Odd e il gigante di ghiaccio di Neil Gaiman e nella saga di Magnus Chase di Rick Riordan.
- Gli Amon Amarth, gruppo melodic death metal svedese, citano più volte nelle loro canzoni la figura del dio, che rappresenta il personaggio principale dell'album Twilight of the Thunder God.
- A Thor è dedicata la canzone "Il mitico Thor" apparsa sull'album di Davide Van De Sfroos Maader folk
- Nonostante appaia brevemente solo nel finale segreto Thor viene più volte nominato nel videogioco God of War, dove viene descritto come il più sanguinario degli dèi Aesir.
- Thor sarà uno degli antagonisti principali in God of War Ragnarok, doppiato e interpretato da Ryan Hurst.
- Il dio appare inoltre nel manga Record of Ragnarok come primo rappresentante degli dei negli scontri contro l'umanità, in cui vince sconfiggendo il generale cinese Lü Bu mostrando il suo rispetto per chi è riuscito a tenergli testa.
- In Assassin's Creed Valhalla Thor viene più volte citato. Nel gioco principale è possibile collezionare pezzi della sua armatura e, alla fine del gioco, ottenere il suo martello. In certe missioni è possibile combattere con tale personaggio.
- Nella serie televisiva Stargate, Thor è il comandante supremo della flotta Asgard, una delle razze aliene che ne abitano l'universo.